# Ultimo mondo cannibale
Ultimo mondo cannibale (también conocida como El último mundo del caníbal o Jungle Holocaust) es una película de explotación caníbal de 1977 dirigida por Ruggero Deodato y protagonizada por Massimo Foschi, Me Me Lai e Ivan Rassimov. El guion fue escrito por Tito Carpi, Gianfranco Clerici y Renzo Genta, y cuenta la historia de un hombre que intenta escapar de una isla selvática habitada por una tribu de caníbales nativos.
Es la precursora de la controvertida película de 1980 Holocausto caníbal, de Ruggero Deodato.

## Argumento
Dos buscadores de petróleo viajan a un puesto de avanzada en una jungla, pero el avión se estrella por un aterrizaje brusco. Uno de los supervivientes se pierde y, mientras trata de encontrar una salida a la jungla, es capturado por caníbales. Él es desnudado, humillado y arrojado en una fosa. Finalmente, escapa con la ayuda de una joven y bella caníbal, y luego encuentra a su amigo, intentando encontrar su avión para que puedan irse a casa.